# Turchia ai XXIV Giochi olimpici invernali
La Turchia ha partecipato ai XXIV Giochi olimpici invernali, che si sono svolti dal 4 al 20 febbraio 2022 a Pechino in Cina, con una delegazione composta da 7 atleti.

## Delegazione
| Sport             | Uomini | Donne | Totale |
| ----------------- | ------ | ----- | ------ |
| Salto con gli sci | 1      | 0     | 1      |
| Sci alpino        | 1      | 1     | 2      |
| Sci di fondo      | 1      | 2     | 3      |
| Short track       | 1      | 0     | 1      |
| Totale            | 4      | 3     | 7      |

## Risultati

### Salto con gli sci
| Atleta              | Evento                      | Qualificazione | Qualificazione | Qualificazione | Finale      | Finale      | Finale      | Finale          | Finale          | Finale          | Finale          | Finale          |
| Atleta              | Evento                      | Qualificazione | Qualificazione | Qualificazione | Primo salto | Primo salto | Primo salto | Secondo salto   | Secondo salto   | Secondo salto   | Totale          | Totale          |
| Atleta              | Evento                      | Lunghezza      | Punti          | Posizione      | Lunghezza   | Punti       | Posizione   | Lunghezza       | Punti           | Posizione       | Punti           | Posizione       |
| ------------------- | --------------------------- | -------------- | -------------- | -------------- | ----------- | ----------- | ----------- | --------------- | --------------- | --------------- | --------------- | --------------- |
| Fatih Arda İpcioğlu | Trampolino normale maschile | 74,5 m         | 52,8           | 46º Q          | 99,0 m      | 115,0       | 36º         | Non qualificato | Non qualificato | Non qualificato | Non qualificato | Non qualificato |
| Fatih Arda İpcioğlu | Trampolino lungo maschile   | 116,0 m        | 94,6           | 40º Q          | 124,0 m     | 109,5       | 40º         | Non qualificato | Non qualificato | Non qualificato | Non qualificato | Non qualificato |

### Sci alpino
Uomini
| Atleta      | Evento         | 1ª manche | 1ª manche | 2ª manche | 2ª manche | Totale  | Totale    |
| Atleta      | Evento         | Tempo     | Posizione | Tempo     | Posizione | Tempo   | Posizione |
| ----------- | -------------- | --------- | --------- | --------- | --------- | ------- | --------- |
| Berkin Usta | Slalom gigante | 1'17"91   | 45º       | 1'24"81   | 43º       | 2'42"72 | 43º       |

Donne
| Atleta            | Evento          | 1ª manche | 1ª manche | 2ª manche | 2ª manche | Totale  | Totale    |
| Atleta            | Evento          | Tempo     | Posizione | Tempo     | Posizione | Tempo   | Posizione |
| ----------------- | --------------- | --------- | --------- | --------- | --------- | ------- | --------- |
| Özlem Çarıkçıoğlu | Slalom gigante  | 1'09"45   | 56ª       | 1'09"47   | 49ª       | 2'18"92 | 49ª       |
| Özlem Çarıkçıoğlu | Slalom speciale | 1'15"98   | 59ª       | 1'14"75   | 47ª       | 2'30"73 | 48ª       |

### Sci di fondo
Distanza
| Yusuf Emre Fırat   | 15 km maschile  | N.D. | N.D. | N.D. | N.D. | DNF     | DNF      | DNF | DNF | DNF | DNF | DNF |
| Ayşenur Duman      | 10 km femminile | N.D. | N.D. | N.D. | N.D. | 37'36"7 | +9'30"4  | 87ª |     |     |     |     |
| Özlem Ceren Dursun | 10 km femminile | N.D. | N.D. | N.D. | N.D. | 39'17"6 | +11'11"3 | 92ª |     |     |     |     |

Sprint
| Atleta                           | Evento                     | Qualificazione | Qualificazione | Quarti          | Quarti          | Semifinale      | Semifinale      | Finale          | Finale          |
| Atleta                           | Evento                     | Tempo          | Posizione      | Tempo           | Posizione       | Tempo           | Posizione       | Tempo           | Posizione       |
| -------------------------------- | -------------------------- | -------------- | -------------- | --------------- | --------------- | --------------- | --------------- | --------------- | --------------- |
| Yusuf Emre Fırat                 | Sprint maschile            | 3'15"96        | 80º            | Non qualificato | Non qualificato | Non qualificato | Non qualificato | Non qualificato | Non qualificato |
| Ayşenur Duman                    | Sprint femminile           | 4'08"47        | 85ª            | Non qualificata | Non qualificata | Non qualificata | Non qualificata | Non qualificata | Non qualificata |
| Ayşenur Duman Özlem Ceren Dursun | Sprint a squadre femminile | N.D.           | N.D.           | N.D.            | N.D.            | LAP             | 12ª             | Non qualificate | =23ª            |

### Short track
| Atleta      | Evento          | Batterie | Batterie  | Quarti   | Quarti    | Semifinale | Semifinale | Finale / Finale B | Finale / Finale B |
| Atleta      | Evento          | Tempo    | Posizione | Tempo    | Posizione | Tempo      | Posizione  | Tempo             | Posizione         |
| ----------- | --------------- | -------- | --------- | -------- | --------- | ---------- | ---------- | ----------------- | ----------------- |
| Furkan Akar | 1000 m maschile | 1'25"462 | 2º Q      | 1'25"490 | 1º Q      | 1'27"102   | 3º QB      | 1'36"052          | 6º                |